# Gabriel Moulland
Gabriel Moulland est un homme politique français né le 18 septembre 1756 à Bayeux (Calvados) et mort le 13 novembre 1823 à Huppain (Calvados).

## Biographie
Commissaire près du tribunal criminel de Bayeux, il est élu député au Conseil des Anciens le 23 germinal an VI, puis passe au Corps législatif du 4 nivose an VIII jusqu'en 1802.

## Sources
« Gabriel Moulland », dans Adolphe Robert et Gaston Cougny, Dictionnaire des parlementaires français, Edgar Bourloton, 1889-1891 [détail de l’édition]